# Montroi
Pour les articles homonymes, voir Montroy.
Montroi, en valencien, ou Montroy, en castillan (dénomination officielle bilingue depuis le 25 octobre 2013), est une commune de la province de Valence, dans la Communauté valencienne, en Espagne. Elle est située dans la comarque de la Ribera Alta et dans la zone à prédominance linguistique valencienne. Sa population s'élevait à 2 923 habitants en 2013.

## Géographie

Localisation de Montroi
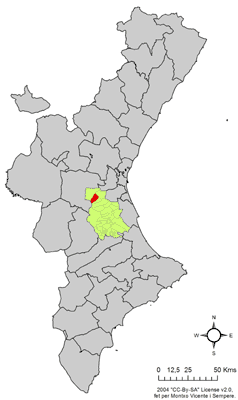
dans la Communauté valencienne.
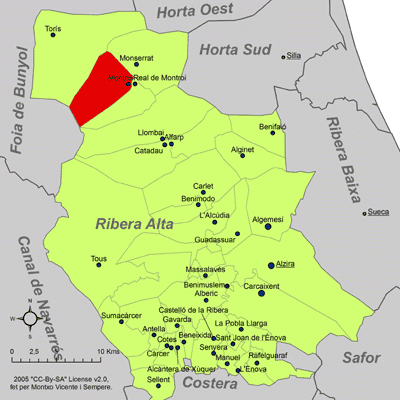
dans la comarque de la Ribera Alta.

### Localités limitrophes
Montroi est limitrophe des communes suivantes :
Dos Aguas, Llombai, Montserrat, Real et Turís, toutes situées dans la province de Valence.

## Patrimoine
- Église Paroissiale. L'Église de Santa María a été construite au XVIe siècle. Son plan est en croix latine et comporte trois nefs. L'église contient un retable de style baroque et une pietà de Gregorio Fernández.

- La Torre. Cette tour de défense a été construite à cause de la vulnérabilité de la localité du côté de la mer. D'origine musulmane, elle a été bâtie au XIIIe siècle par la dynastie nasride. Construite en briques, la tour mesure 12 mètres de haut ; elle possède deux étages avec des ouvertures surveillant la mer et une terrasse.